# 旋律型
旋律型（せんりつけい）は、旋律の型、旋律のパターン。近世邦楽（長唄、義太夫節など）の曲は基本的に全て幾つかの限られた旋律パターンの組み合わせで出来ている（雅楽も）。イラン古典音楽はグーシェという小旋律型の集合体である。